# Chiquititas 99
La quinta temporada de Chiquititas — también conocida como Chiquititas 99 o Chiquititas 1999, es una telenovela infantil argentina de 1999, creada y producida por Cris Morena y emitida originalmente por Telefe. Esta temporada marca una nueva historia del programa. Escrita por Patricia Maldonado y dirigida por Martin Mariani y producida por Grupo Telefe. Se estreno el 5 de abril y finalizo el 3 de diciembre de 1999. Durante las vacaciones de invierno de julio se presentó la versión teatral de la obra en el Teatro Gran Rex en 1999, con más de 70 funciones vistas por más de 200.000 espectadores.
Esta protagonizada por Grecia Colmenares, Darío Grandinetti y con la participaciones especiales de Millie Stegman, Lidia Catalano, Ricardo Lavié, y con un elenco juvenil encabezada por Marcela Kloosterboer y Mariano Bertolini.

## Sinopsis
La quinta temporada traslada la historia a una mansión y un granero, alejándose del clásico orfanato. El viudo Juan Maza cría a sus siete hijos con rigidez, acompañado de su novia Pía Pacheco Acevedo, ambiciosa y manipuladora. La llegada de su sobrina Candela trae ternura y unión a la familia. Paralelamente, en el granero de Joaquín Maza, abuelo de los chicos, se refugian huérfanos que encuentran allí un nuevo hogar. Todo cambia con la aparición de Ana Pizarro, una mujer alegre y soñadora que llega en un globo aerostático. Ana se convierte en guía de los niños y se enamora de Juan, despertando la furia de Pía, que hará lo imposible para separarlos. La trama combina drama familiar, romance y valores de amistad, solidaridad y esperanza, integrando a los niños de mundos distintos.

## Temporadas y episodios
| Temporadas | Episodios | Lanzamiento original | Lanzamiento original   |
| Temporadas | Episodios | Primera emisión      | Última emisión         |
| ---------- | --------- | -------------------- | ---------------------- |
| 1          | 173       | 5 de abril de 1999   | 3 de diciembre de 1999 |

## Reparto

### Elenco estelar[5]
- Darío Grandinetti como Juan Maza
- Grecia Colmenares como Ana Pizarro
- Millie Stegman como Pía Pacheco Acevedo
- Ricardo Lavié como Joaquín Maza
- Lidia Catalano como Elsa Martú
- Marcela Kloosterboer como Candela Maza
- Mariano Bertolini como Mariano Maza

### Elenco infantil y juvenil[6]
- Camila Bordonaba como Camila Bustillo
- Nadia di Cello como María Fernández
- Sebastián Francini como Sebastián Mansilla
- Benjamín Rojas como Bautista Arce
- Santiago Stieben como Santiago "Tiago" Varela
- Guillermo Santa Cruz como Javier Maza
- Luisana Lopilato como Luisana Maza
- Cristián Belgrano como Cristián "Titán" Maza
- Milagros Flores como Juana "Juanita" Maza
- Agustín Sierra como Agustín Maza
- Felipe Colombo como Felipe Mejía
- Natalia Melcón como Natalia "Tali" Ramos Pacheco Acevedo
- Agustina Dantiacq como Inés Maza
- Facundo Caccia como Facundo Maza
- Hosana Ricón como Hosana Maza
- Hernán Cajaraville como Hernán
- Bárbara Campanella como Victoria "Toia" Rey
- Diego Lazzarin como Diego "Ventanita"
- David Bianco como David
- Lucas Crespi como Lucas
- María Fernanda Neil como Fernanda
- Matías Apostolo como Matías
- Florencia Risso como Florencia
- Pablo Ricciardulli como Pedro

### Participaciones especiales[7]
- Gustavo Guillen como Mauro
- Natalie Pérez como Victoria "Vicky" Bustamante
- Tomás Cutler como Andrés
- Osvaldo Sabatini como Polito Pacheco Acevedo
- Natalia Lalli como Delfina
- Mónica Calho como Mechita Ávalos
- Amalia Etchesuri como Soledad
- Débora Cuenca como Abril "Doce"
- Federico Salles como "Paco"
- Mónica Villa como Directora del orfanato "La Sombras"
- Federico Barón como Federico "Once"

## Banda sonora
En 1999 salió a la venta el álbum Chiquititas Vol. 5 con las canciones de la temporada y publicado por la empresa Sony Music.
| #   | Título              | Escritor(es)                | Interpretado por                                        |
| --- | ------------------- | --------------------------- | ------------------------------------------------------- |
| 1.  | Siempre Chiquititas | Cris Morena y Carlos Nilson | Elenco                                                  |
| 2.  | Patito Feo          | Cris Morena y Carlos Nilson | Milagros Flores-Chufos y chufas                         |
| 3.  | Soltate             | Cris Morena y Carlos Nilson | Grecia Colmenares, Marcela Kloosterboer-Chufos y Chufas |
| 4.  | Candela             | Cris Morena y Carlos Nilson | Benjamín Rojas-Chufos y Chufas                          |
| 5.  | Álbum de la Vida    | Cris Morena y Carlos Nilson | Grecia Colmenares-Marcela Kloosterboer-Chufos y Chufas  |
| 6.  | Adolescente         | Cris Morena y Carlos Nilson | Chufos y Chufas                                         |
| 7.  | Ventanita           | Cris Morena y Carlos Nilson | Diego Lazzarin-Chufos y Chufas                          |
| 8.  | Sr. Amor            | Cris Morena y Carlos Nilson | Chufos y Chufas                                         |
| 9.  | Pajarito            | Cris Morena y Carlos Nilson | Marcela Kloosterboer-Mariano Bertolini-Matias Apostolo  |
| 10. | Recordar            | Cris Morena y Carlos Nilson | Grecia Colmenares-Chufos y Chufas                       |

## Premios
| Año  | Premio                | Categoría                       | Resultado |
| ---- | --------------------- | ------------------------------- | --------- |
| 1999 | Premios Martin Fierro | Mejor programa infantil/juvenil | Ganador   |